# Ms Yeah
Ms Yeah (* 23. Juli 1994 in Chengdu, Sichuan, China, chinesisch 小野, Pinyin xiǎoyě), bürgerlicher Name Zhou Xiaohui (chinesisch 周曉慧 / 周晓慧, Pinyin zhōuxiǎohuì) ist eine chinesische Webvideoproduzentin und Betreiberin eines Webvideo-Kanals, der zum Netzwerk Onion Video (chinesisch 洋葱视频, Pinyin yángcōng shìpín) gehört.

## Leben und Wirken
Zhou machte einen Abschluss in Choreografie der Pädagogischen Universität Sichuan und bildete sich anschließend zur Videoregisseurin weiter. Das Kochen lernte sie ursprünglich bei ihrem Vater, der ein Hotel leitete.
Nach eigener Aussage arbeitet sie in einem Kreativunternehmen, das es ihr und ihren Mitarbeitern ermöglichte, im Büro zu kochen. Im Jahr 2017 gründete sie ihren Webvideo-Kanal Ms Yeah, auf welchem sie sich mit dem Kochen mittels Büro-Utensilien befasst. In jedem Video wird ein chinesisches Gericht mit Büro-Utensilien zubereitet. Die meisten der in den Videos zubereiteten Speisen sind leicht zuzubereitende chinesische Gerichte. Ms Yeah gab zu, dass das Endergebnis oft nicht gut schmecken würde, aber das Ziel ihres Kanals sei es nicht, den Zuschauern beizubringen, wie man koche; daher gebe es auch keine Kochanweisungen. Die Videos enthalten kaum Erklärungen, Voice-over oder Konversation, was zur Popularisierung des Kanals im Ausland beitrug. Ms Yeah spricht fließend Englisch und spricht mit ihrem Produktionsteam Englisch in den ausländischen sozialen Medien.
Einige Videos bieten Produktplatzierungen. Zu einem Preis von 500.000 CNY, umgerechnet ungefähr 73.600 US-$, wird ein Produkt im Video gezeigt. Ms Yeah hatte im Juli 2017 2,8 Millionen Follower auf Facebook und 2,55 Millionen auf Weibo. Im Januar 2019 hatte Ms Yeah 4,7 Millionen YouTube-Abonnenten und ist damit eine der erfolgreichsten chinesischen YouTuberinnen.